# Vibrationsstampfer

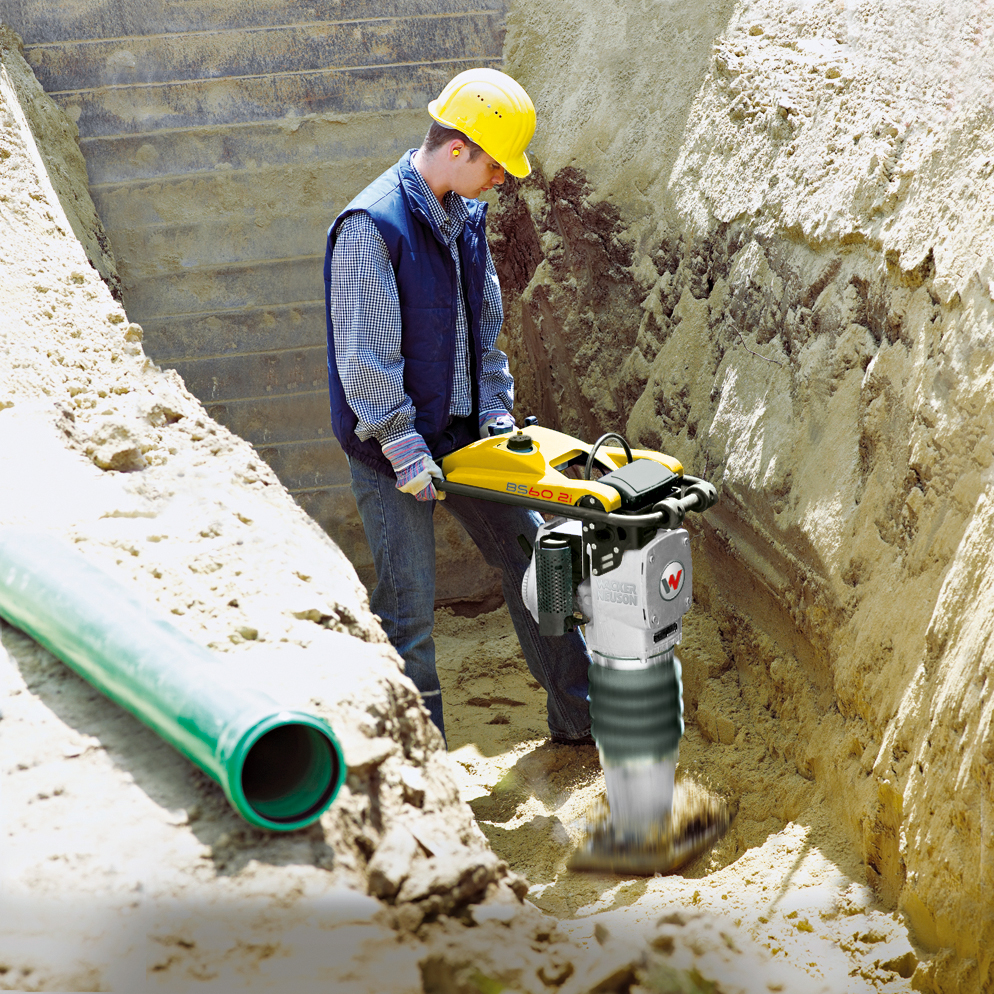
Wacker Neuson Stampfer BS 60-2i

Ein Vibrationsstampfer (auch Vibrostampfer, Rüttelstampfer, Stampfmaschine, Froschstampfer, oder Wackerstampfer) ist ein maschinelles Arbeitsgerät zur Bodenverdichtung von Baugrund. Bei seinem Einsatz wandelt das Mehrfeder-Schwingungssystem des Gerätes die rotierende Bewegung seines Verbrennungs- oder Elektromotors in eine Auf- und Abwärtsbewegung um. Diese wird auf eine verhältnismäßig große, am unteren Ende des Geräts angebrachte Platte übertragen, wodurch die Platte zwei bis acht Zentimeter vom Boden abhebt.

## Einsatzgebiete
Eingesetzt wird der Vibrationsstampfer im Straßen-, Tief-, Garten- und Landschaftsbau. Er ist dort das Arbeitsgerät für Kleinstflächen und hauptsächlich grobkörnigen, gemischtkörnigen oder bindigen Boden (Mutterboden, Erde, Lehm); für größere Flächen und nicht bindige Böden (Sand, Kies) wird eine Rüttelplatte oder eine Walze eingesetzt. Bei ganz kleinen Flächen kann die manuell bediente Handramme verwendet werden.
Der Vorteil eines Vibrationsstampfers gegenüber der Rüttelplatte ist seine Wendigkeit, die eine Arbeit in räumlich beengten Verhältnissen erlaubt sowie sein niedriges Gewicht das für einfache Handhabung und leichten Transport sorgt.
Der Vibrationsstampfer wird von einer Person an einem Führungsbügel gehalten. Ein motorgetriebener Stampffuß am Unterteil des Geräts  bewegt sich rhythmisch auf und ab, um den Untergrund zu verdichten. Zwischen Führungsbügel und Fußteil liegen die Antriebseinheit, der Motor mit einer Leistung von etwa 3 PS und das Getriebe.

## Geschichte
Der Elektro-Ingenieur Hermann Wacker entwickelte den ersten Wacker-Stampfer mit Elektroantrieb. 1930 produzierte das Unternehmen Wacker den ersten Elektro-Stampfer. Der Begriff „abwackern“ wurde auf Baustellen zeitweise anstelle des Wortes „stampfen“ verwendet.